# Hsey Tin
Hsey Tin este o comună din departamentul Boumdeid, Regiunea Assaba, Mauritania, cu o populație de 1.822 locuitori.